# Fredrik Bekken
Fredrik Raaen Bekken (ur. 11 marca 1975) – norweski wioślarz. Srebrny medalista olimpijski z Sydney.
Brał udział w dwóch igrzyskach olimpijskich (IO 96, IO 00). W 2000 srebro zdobył w dwójce podwójnej, osadę poza nim tworzył Olaf Tufte. W dwójce podwójnej wywalczył brąz mistrzostw świata w 1999. W juniorach był m.in. mistrzem świata w jedynce w 1993. 